# Prince Patrick Island
Die Prince Patrick Island ist die westlichste Insel der Königin-Elisabeth-Inseln und liegt in den Nordwest-Territorien Kanadas. Die unbewohnte Insel ist 240 km lang, 30–80 km breit und nur 150–200 m hoch. Sie hat eine Fläche von 15.848 km² und nimmt damit unter den größten Inseln Kanadas Platz 14, unter den größten Inseln der Erde Platz 55 ein.

## Lage
Von Melville Island im Südosten ist sie durch die Kellett-Straße und die Fitzwilliam-Straße getrennt, von der Banksinsel im Süden durch die McClure-Straße.
Sie wurde 1853 unabhängig voneinander von  George Frederick Mecham (1828–1858) und Francis Leopold McClintock entdeckt und erforscht. Benannt wurde sie nach Prince Arthur William Patrick, von 1911 bis 1916 Generalgouverneur von Kanada.

## Mould Bay
Mould Bay ist eine (bis 1995 bemannte, heute automatische) kanadische Wetterstation auf der Insel und liegt auf 76° 15′ nördlicher Breite und 119° 30′ westlicher Länge.
Farquharson et al. veröffentlichten 2019 einen wissenschaftlichen Artikel über den Rückgang des Permafrostbodens an drei Messstationen, darunter die Wetterstation Mould Bay, in der kanadischen Hocharktis zwischen 2003 und 2017. Den Autoren zufolge sackte der Boden an der Wetterstation im untersuchten Zeitraum um rund 90 Zentimeter ab. Der Grund für diese Entwicklung scheint das Antauen des Dauerfrostbodens zu sein; die Permafrosttafel verschiebt sich durch die gehäuft auftretenden überdurchschnittlich warmen Sommer zu immer größeren Tiefen, da der sommerliche Auftauboden eine begrenzte Wärmepufferkapazität aufweist und so den Dauerfrostboden schlecht gegenüber steigenden Temperaturen isoliert.